# Federico Carrillo Zürcher
Federico Carrillo Zürcher (San José, 29 de septiembre de 1964) es un político y abogado costarricense.

## Biografía
Federico Carrillo Zürcher nació en San José, el 29 de septiembre de 1964, regresado de la Universidad de Costa Rica, J.L. Kellogg Graduate School of Management Northwestern University y Saîd Business School Oxford University.

## Vida y Carrera profesional
Carrillo Zürcher Obtuvo el grado de Licenciatura en Derecho y Notario Público en 1998, título otorgado por la Universidad de Costa Rica, al mismo tiempo cursaba un Master en gerencia con énfasis en Economía Empresarial y Finanzas que logra concluir en 1992 en la Universidad J.L. Kellogg Graduate School of Management Northwestern.
Aplicando sus estudios labora a partir de 1982 en el Bufete Montoya & Zurcher hasta 1990. A partir de 1992 es nombrado Vicepresidente Senior Banca de Inversión en  Lehman Brothers Inc en dos períodos de 1992 a 1996 y de 1997 al año 2000, en el período de 1996 a 1997 es nombrado Vicepresidente para América Latina Banca de Inversión Salomon Brothers Inc.
A partir del año 2000 es nombrado como Gerente de la Bolsa Nacional de Valores y hasta el año 2004, donde asume el cargo de Ministro de Hacienda (Ministerio de Hacienda) bajo el mandato de Abel Pacheco hasta el período del 2005. Ese mismo año asume la Vicepresidencia del Banco Centroamericano de Integración Económica conocido por las siglas BCIE. En el 2007 y hasta abril de 2013 es nombrado Vicepresidente Ejecutivo y Gerente General del Banco Internacional de Costa Rica (BICSA). En el 2014 y hasta la fecha es Patrocinador e Inversionista del Banco de Comercio Exterior en Panamá.

## Premios Obtenidos
- Galardonado con Beca Fulbright 1990-1992.
- Tesis aprobada con distinción por la Universidad de Costa Rica. Licenciatura en Derecho y Notario Público.

## Enlaces de importancia
1. Abel Pacheco Presidente de Costa Rica 2002-2006
2. Banco Internacional de Costa Rica, BICSA
3. Banco Centroamericano de Integración Económica, BCIE
4. Ministerio de Hacienda Costa Rica

- Datos: Q20994827